# BET Awards 2003
Die BET Awards 2003 waren die dritten von Black Entertainment Television (BET) vergebenen BET Awards, die an  Künstler in den Bereichen Musik, Schauspiel, Film und anderen Unterhaltungsgebieten vergeben wurden.
Die Verleihung fand am 24. Juni 2003 im Kodak Theatre, Los Angeles, Kalifornien statt. Moderatorin war die Schauspielerin Mo’Nique
Den Preis für das Lebenswerk erhielt James Brown, den Humanitarian Award erhielt Magic Johnson.

## Liveauftritte
- B2K – Girlfriend[1]
- Beyoncé & Jay-Z – Crazy in Love
- India Arie – The Truth
- James Brown & Michael Jackson – Get Up (I Feel Like Being A) Sex Machine
- Snoop Dogg & Pharrell – Beautiful

## Gewinner und Nominierte
Die Gewinner sind fett markiert und vorangestellt.
| Video of the Year | Viewers’ Choice |
| --- | --- |
| - Erykah Badu feat. Common – Love of My Life (An Ode to Hip-Hop) - B2K – Girlfriend - Missy Elliott – Work It - Eminem – Lose Yourself - Nelly – Hot in Herre | - B2K featuring P. Diddy – Bump, Bump, Bump - 50 Cent – In da Club - R. Kelly – Ignition (Remix) - Missy Elliott – Work It - Erykah Badu featuring Common– Love of My Life (An Ode to Hip-Hop)                                                                                                   |
| Best Female Hip Hop Artist | Best Male Hip Hop Artist |
| - Missy Elliott - Eve - Lil’ Kim - Ms. Jade - Trina | - 50 Cent - Baby - Eminem - Jay-Z - Nelly - Snoop Dogg |
| Best Female R&B Artist | Best Male R&B Artist |
| - India Arie - Amerie - Vivian Green - Heather Headley - Erykah Badu                                                                                          | - R. Kelly - Jaheim - Musiq Soulchild - Justin Timberlake - Ginuwine |
| Best Group | Best New Artist |
| - B2K - Clipse - Mary Mary - Floetry - The Roots | - 50 Cent - Floetry - Heather Headley - Sean Paul - Justin Timberlake |
| Best Gospel Artist | Best Collaboration |
| - Yolanda Adams - Donnie McClurkin - Kirk Franklin - Tonéx - Smokie Norful                                                                                    | - Snoop Dogg featuring Pharrell Williams & Charlie Wilson – Beautiful - Nelly featuring Kelly Rowland – Dilemma - Erykah Badu featuring Common – Love of My Life (An Ode to Hip-Hop) - Jay Z featuring Beyoncé – ’03 Bonnie & Clyde - Missy Elliott featuring Ludacris & Ms. Jade – Gossip Folks |
| Best Actress | Best Actor |
| - Queen Latifah - Gabrielle Union - Halle Berry - Nicole Ari Parker - Sanaa Lathan                                                                            | - Derek Luke - Nick Cannon - Mos Def - Samuel L. Jackson - Denzel Washington |
| Best Female Athlete of the Year | Best Male Athlete of the Year |
| - Serena Williams - Sheryl Swoopes - Lisa Leslie - Laila Ali - Venus Williams                                                                                 | - Kobe Bryant - Barry Bonds - Allen Iverson - Tracy McGrady - Tiger Woods |
| Lifetime Achievement Award | Humanitarian Award |
| - James Brown | - Magic Johnson |